# Coenocorypha chathamica
Coenocorypha chathamica là một loài chim trong họ Scolopacidae.